# FIDOF
ФИДОФ (FIDOF) — Международная федерация фестивальных организаций, основанная в 1966 году и зарегистрированная в США, как некоммерческая организация, входит в состав Международного музыкального совета ЮНЕСКО. 

## История
Первоначально штаб-квартира ФИДОФ находилась в городе Сплит (Хорватия). В настоящее время штаб-квартира организации расположена в США. Является членом Национального музыкального совета. В состав Дирекции ФИДОФ входят представители Германии, Египта, Италии, Казахстана, Литвы, Мальты, Турции, Чили, Швеции. Японии и других стран. 
ФИДОФ является агрегатором информации о фестивалях, конкурсах и других культурных событиях в разных странах Европы, Азии, Африки, Латинской Америки и других странах мира. Имеет отношение к более чем 1600 фестивалям и событий в более чем 100 странах мира. Организация поддерживает проведение фестивалей, телевизионные и звукозаписывающие компании, классическую и популярную музыку, и другие направления искусства, а также выдающихся импресарио, исполнителей, авторов песен и других людей, имеющих отношение к организации и проведению фестивалей. Основной целью ФИДОФ является укрепление мира и дружбы через сферы музыки и искусства. Среди членов ФИДОФ такие фестивали, как «Голос Азии» и «Славянский базар».
ФИДОФ награждает выдающихся исполнителей дипломами. Помимо этого, организация учредила специальную награду для организаторов фестивалей — DISTANT ACCORDS AWARDS, среди лауреатов которой Алла Пугачёва. 